# Reiny Landkroon
Reiny Landkroon (Enschede, Países Baixos, 1965) é uma cantora neerlandesa. É a irmã mais nova de Wilma Landkroon, uma das estrelas juvenis mais bem sucedidas de sempre, e do cantor, escritor e compositor Henny Thijssen. 
De 1983 a 1988 Reiny Landkroon usou o nome de artista Sacha e teve com Mooie Melody, Maar Nu Is Het Te Laat, Geloof Me, Eenzame Nachten e Gefangen Tussen Vier Muren alguns títulos bem sucedidos. Com o nome Reiny publicou Zo Gelukkig Met Jou,  Nu je weg bent e outras canções. Além disso, fêz canções do dueto com Pierre Kartner (Vader Abraham) e Arne Jansen. Em 2009 um CD novo de Reiny Landkroon com o titulo Misschien Dat Het Ooit Nog Went foi publicado.